# Година
Годи́на (позначення: год, h) — одиниця вимірювання часу. Година не є одиницею SI, але її використання допускається спільно з SI. За сучасним визначенням, година дорівнює 3600 секунд або 60 хвилин. У розмовній мові слово година може означати також певний період часу, певну пору, певний момент.

## Історія
Година як одиниця часу спочатку використовувалася стародавніми цивілізаціями (у тому числі в Єгипті, Шумері, Індії та Китаї) як дванадцята частина періоду між сходом і заходом сонця, або як 1/24 усієї доби. В обох випадках цей поділ відображав широке використання дванадцяткової системи числення. Значення числа «12» пояснюється числом щорічних циклів місяця і числом кісток пальців на одній руці (по три в кожній з чотирьох пальців; береться до уваги можливість порахувати 12 кісток пальців за допомогою великого пальця). Крім того, широко розповсюджена тенденція до аналогічного запису даних (12 місяців, 12 знаків зодіаку, 12:00, дюжина).
Давньоєгипетській цивілізації приписується створення поділу ночі на 12 частин, хоча було багато варіантів протягом століть. Астрономи Середнього царства (9-ї і 10-й династій) завдяки спостереженням зір створили поділ спочатку на 36 частин, потім, однак, він був спрощений до поділу на 24 частини (використовуючи 24 зорі, 12 з яких визначало період ночі).
Ранні визначення години відрізнялися залежно від наступних чинників:
- 1/12 часу від сходу до заходу сонця. У результаті години літнього дня були довшими, ніж зимового, залежно від географічної широти і навіть, деякою мірою, від місцевих погодних умов (що впливають на заломлення світла в атмосфері). З цієї причини, ці години часто називали періодичними, сезонними або нерівними — такими термінами послуговувалися римляни, греки та євреї, схоже називали їх китайці та японці. Відповідно, слід було корегувати показання годинника щоранку і щовечора, орієнтуючись на положення сонця;
- 1/24 видимої сонячної доби (між півднями першого і другого дня або між заходами сонця). У результаті таких розрахунків години змінювалися в залежності від довжини видимого дня протягом року. Годинники, призначені для відображення цих годин, повинні були бути скоригованими кілька разів на місяць;
- 1/24 середніх сонячних діб. Добре сконструйований за таким принципом годинник практично ніколи не вимагав коригування. Це визначення, однак, втратило свою актуальність у зв'язку зі зміною обертання Землі.

## Відлік годин

Доба — 24 години

Існують різні способи відліку годин.
- У стародавніх і середньовічних культур, коли розділення на день і ніч було набагато важливіше, ніж в епоху широкого використання штучного світла, відлік годин починався на світанку. Так, світанок визначав початок першої години, південь припадав на 6-ту годину, а захід наставав наприкінці 12-ї. Це означало, що довжина годин залежала від пори року. Цей тип лічби іноді називають на астролябіях і астрономічних годинниках «вавилонським» годинником. Ця система також використовується в юдейському праві (Галаха).
- Відповідно до так званих італійських годин, 1-ша година починалася на заході сонця (або в кінці сутінок, приміром, через пів години після заходу сонця, залежно від місцевих звичаїв). Години були пронумеровані від 1 до 24. Наприклад, у Лугано сонце в грудні сходило о 14-й годині, а південь припадав на 19-ту. У червні сонце сходило о 7-й годині, а південь припадав на 15-ту. Захід сонця завжди припадав на кінець 24-ї години. Цей спосіб відліку годин давав кожному змогу легко сказати, скільки часу вони мають до кінця роботи без ужиття штучного освітлення. Він широко використовувався в Італії з XIV століття до середини XVII століття, вживався також у Польщі і на теренах сучасної Чехії.
- Середньовічний ісламський день починався на світанку. Перша денна молитва повинна була бути промовлена між світанком і заходом сонця.
- У сучасній 12-годинній системі відлік годин починається опівночі, а потім опівдні. Годинники пронумеровані: 12, 1, 2, …, 11. Сонячний південь припадає на 12-ту годину з точністю до 15 хвилин. У рівнодення Сонце сходить близько 6-ї ранку і заходить близько 6-ї вечора.
- У сучасній 24-годинній системі відлік годин починається опівночі. Годинники бути пронумеровані від 0 до 23. Сонячний південь припадає приблизно на 12:00, також з точністю до 15 хвилин. У рівнодення Сонце сходить приблизно о 6:00, а заходить близько 18:00.